# Johnny Marr
John Martin Maher (Ardwick, Manchester, Regne Unit, 31 d'octubre de 1963), conegut pel seu nom artístic Johnny Marr, és un compositor, guitarrista, harmonicista, teclista i cantant anglès. Va aconseguir la fama a la dècada de 1980 com a guitarrista de la banda anglesa The Smiths, on va col·laborar de forma productiva en la composició de temes musicals al costat del vocalista de l'agrupació, Morrissey. També va ser membre de The The, Electronic, Modest Mouse, The Cribs, Johnny Marr and the Healers i 7 Worlds Collide.
El 2003, la revista nord-americana Rolling Stone va incloure a Marr en la posició cinquanta-u de la seva llista Els cent millors guitarristes de tots els temps.

## Biografia

### Primers Anys
John Martin Maher va néixer a Ardwick, Manchester. Els seus pares, originaris de Athy al Comtat de Kildare, Irlanda, van emigrar al Regne Unit al voltant dels anys 50. Durant la seva infantesa va assistir a l'escola catòlica St Augustine 's Grammar School, que el 1977 es va fusionar amb altres escoles per formar una escola única anomenada St John Plessington High School.
Marr aspirava a ser un jugador de futbol professional, de fet, el Nottingham Forest Football Club li va fer una proposta i se li van realitzar diverses proves al Manchester City Football Club -equip del qual és seguidor-. En una entrevista de la revista FourForTwo, va dir: «era prou bo per al City, però no em van prendre en compte perquè probablement era l'únic jugador que feia servir delineador».

## The Smiths
A principis de 1982 va formar la banda The Smiths al costat de Steven Patrick Morrissey -un escriptor aturat i resident de Manchester-.
Els sons d'estil metàl·lic emesos per les guitarres Rickenbacker i Fender Telecaster de Marr, es van convertir en sinònim de The Smiths.
De fet, Billy Duffy, guitarrista de The Cult, li va vendre el seu primer amplificador i en algunes entrevistes Marr ha declarat que va ser el responsable d'introduir-lo en el món de la guitarra. Per completar la banda, van reclutar a Mike Joyce a la bateria, a Dale Hibbert al baix elèctric, i a Paul Lind al triangle.
Després que The Smiths debutes en viu a l'establiment de concerts The Ritz, a Manchester, Dale Hibbert va ser remplaçat per l'amic de Marr, Andy Rourke.
Amb la creació de la banda, Maher va decidir adoptar el nom artístic de Johnny Marr, per evitar confusions amb el baterista John Maher del grup punk Buzzcocks.
Després de l'èxit comercial i de la crítica d'àlbums com The Queen Is Dead, la banda aviat va guanyar fama al Regne Unit i a Irlanda, però no va tenir el mateix acolliment en altres països. Encara que van tenir èxit als Estats Units, la fama mundial va venir després que la banda es disolgués. Posteriorment, Marr va deixar la banda per les seves frustracions amb Morrissey i per la direcció que estava prenent la música de The Smiths.
Des de l'any de fundació de The Smiths fins a la separació de la banda cinc anys després (1987), Marr i Morrissey van coescriure quatre àlbums, així com nombrosos Costats-B i altres cançons mai llançades, que finalment van aparèixer en compilacions.
La relació entre Morrissey i Marr ha estat lloada pels crítics de música i a causa de les seves composicions, se'ls considera un dels duos més influents de la seva era.
Entre rumors falsos d'una possible reunió de The Smiths, Marr va tocar «How Soon Is Now?» amb el seu excompany de banda, Andy Rourke, al concert benèfic Manchester v Cancer en el MEN Arena de Manchester el 27 de gener de 2006.

## Altres Projectes

### The The, Electronic, i Johnny Marr and The Healers
Després de la desintegració de The Smiths el 1987, Marr va tocar la guitarra i l'harmònica per al grup The The i va treballar amb Bernard Sumner, del grup New Order, per formar Electronic. També es va fer productor i escriptor, i va sortir de gira i va gravar amb, entre d'altres, Bryan Ferry, The Pretenders, Simple Minds, Kirsty MacColl, Karl Bartos del grup Kraftwerk, Talking Heads, Black Grape, Billy Bragg, Pet Shop Boys, Beck i Oasis.
La banda Johnny Marr and The Healers va sorgir l'any 2000, formada per Zak Starkey, bateria i fill de l'ex-Beatle Ringo Starr, Cavewaves, Lee Spencer i Alonza Bevanal, baixista de Kula Shaker. El grup va trigar dos anys a formar-se perquè Marr volia que els seus membres fossin reclutats «per química». El 2003 va sortir al mercat el seu primer àlbum Boomslang. Marr va escriure les lletres de les cançons i també va participar com a vocalista principal. El 2005, s'esperava que publiquessin el seu segon disc i que realitzessin una petita gira musical, però Marr va declarar que la banda estava aparcada. De fet, Starkey va començar a treballar amb la banda The Who i Alonza Bevanal va tornar a agrupar-se amb Kula Shaker. El 2011 va anunciar que es trobava treballant en el segon àlbum al costat de The Healers.

### Modest Mouse
El 2006, Marr es va convertir oficialment en membre de la banda nord-americana Modest Mouse. Va escriure algunes de les cançons amb el cantant líder Isaac Brock en el seu nou àlbum <<We Were Dead Before the Ship Even Sank>>, en el que tocava la guitarra.
El nou àlbum va aconseguir la posició número u a la llista de popularitat nord-americana Billboard 200 a finals de març de 2007.
Per Marr, aquesta és la primera vegada que ha tingut un disc en el primer lloc en els Estats Units. La posició més alta que havia aconseguit va ser amb Electronic, Top 40 en la llista de popularitat de senzills amb «Getting Away with It».

### The Cribs
El 2009, va gravar un àlbum amb The Cribs titulat Ignore the Ignorant, que es va llançar el 7 de setembre de 2009. En una entrevista, va explicar que es va trobar amb el baixista de The Cribs a Portland i que des de llavors tot va anar sobre rodes. Marr afirma que l'últim àlbum de The Cribs, Ignore the Ignorant, és "tan bo com tot el que he fet".
A l'abril de 2011 es va confirmar que Marr ja no formaria part de la banda. Marr, qui havia donat per entès oficialment que abandonava la banda al gener, va emetre un comunicat en què va afirmar que treballaria en material solista "durant el proper any".
Johnny Marr va tornar a tocar amb The Cribs en un concert especial de Nadal a l'Acadèmia de Leeds el 19 de desembre de 2013.

## Estil i Influències
La forma de tocar la guitarra de Marr va ser influenciada per l'obra de Neil Young amb Crazy Horse, George Harrison (amb els Beatles) i James Honeyman-Scott del grup Pretenders.
Durant la seva estada a The Smiths, Marr va sintonitzar sovint la seva guitarra en un pas complet fins a F-sharp per adaptar-se al rang vocal de Morrissey, i també va utilitzar afinacions obertes. És conegut per la creació de melodies d'arpegis i (de vegades) d'acords progressius.
Com a influència, citant al productor Phil Spector, Marr va dir: "M'agrada la idea dels discos, fins i tot aquells amb molt d'espai, que sonin "simfònics". Els altres guitarristes preferits de Marr són: James Williamson dels Stooges, Rory Gallagher, Pete Townshend dels The Who, Nile Rodgers, Jimi Hendrix i John McGeoch de Magazine.
Quan va formar The Smiths, The Velvet Underground va ser una gran influència, juntament amb Keith Richards dels Rolling Stones.
Marc Bolan, de T. Rex, també va tenir un fort impacte en ell a causa del so que transmetien a l'oient.
Quan tocava amb The Smiths, Marr volia tocar música pop: "El 100% de la meva atenció es va centrar a proporcionar ganxos interessants de guitarra i a convertir l'era de l'espai en el paper del guitarrista, que es va creuar amb el professor boig. Això és el que pensava de mi".
En una entrevista del 2007 a la BBC, Marr va informar que amb The Smiths, el seu objectiu era "reduir" el seu estil i evitar clixés de guitarra rock.
Marr es va prohibir a ell mateix l'ús de power chord, distorsió, solos llargs o "grans canvis en els acords de rock", en canvi, va comptar amb arpegis sofisticats per crear el seu treball de guitarra.
Quan Marr va començar a cantar com a solista el 2012, va explicar la seva decisió dient: "Els líders amb els quals vaig interactuar van ser Peter Perrett, Colin Newman, Pete Shelley, Siouxsie Sioux. Ells cantaven sobre temes que abastaven la ment i tenien integritat." També va afegir: "No estic absolutament interessat en ser el líder d'una banda que posa la meva ànima o els meus sentiments com a temes en les cançons".

## Discografia

### En solitari
- The Messenger (àlbum de Johnny Marr) (2013)
- Playland (àlbum de Johnny Marr) (2014)
- Call The Comet (àlbum de Johnny Marr) (2018)

### Àlbums (com a membre de la banda)

#### The Smiths
- The Smiths (1984)
- Hatful of Hollow (1984)
- Meat Is Murder (1985)
- The Queen Is Dead (1986)
- Strangeways, Here We Come (1987)
- The World Won't Listen (1987)
- Louder Than Bombs (1987)
- Rank (1988)

#### The The
- Mind Bomb (1989)
- Dusk (1992)

#### Kirsty MacColl
- Kite (1989)

#### Electronic
- Electronic (1991)
- Raise the Pressure (1996)
- Twisted Tenderness (1999)

#### Johnny Marr and the Healers
- Boomslang (2003)

#### Modest Mouse
- We Were Dead Before the Ship Even Sank (2007)

#### The Cribs
- Ignore the Ignorant[1] (2009)

#### 7 Worlds Collide
- 7 Worlds Collide (2001)
- The Sun Came Out (2009)

### Àlbums (com a músic invitat)

#### Talking Heads
- Naked (1988) Guitarres en «Ruby Dear», «(Nothing But) Flowers», «Mommy Daddy You and I» i «Cool Water».

#### Pet Shop Boys
- Behaviour (1990)
- Bilingual (1996)
- Release (2002)
- Yes (2009)

#### Kirsty MacColl
- Electric Landlady (1991)

#### Beck
- Midnite Vultures (1999)

#### Oasis
- Heathen Chemistry (2002)

#### John Frusciante
- The Empyrean (2009) «Heaven», «Central»

#### Hans Zimmer
- Inception (2010)

### Senzills
A més d'una estesa discografia de senzills amb els artistes ja mencionats, Marr ha aparegut en senzills amb Sandie Shaw, Noel Gallagher's High Flying Birds, Everything But the Girl, The Pretenders, Anfrew Berry, A Certain Ratio, The Cult, Densie Johnson, Strex i Black Grape.